# Mišjakinja
Mišjakinja (lat. Stellaria media) je biljka iz porodice karanfila, poreklom iz Evrope.

## Opis biljke
Mišjakinja je jednogodišnja biljka visoka 5 do 30 centimetara. Stablo je razgranato, tanko, okruglo, polegljivo, niskog rasta. Često raste po zemlji. Listovi su naspramni, mali, eliptični, oko 2 puta diži nego širi. Donji imaju peteljke a gornji su bez njih.
Cveta tokom cele godine. Cvetovi su mali, beli, zvezdasti. Plod je čaura sa do 15000 semenki, klijavih i do 23 godine. Seme klija tokom cele godine iz plitkog sloja zemljišta do 3 centimetra na temperaturi iznad 2 °C. Biljka se razmnožava semenom i može proizvesti dve generacije godišnje.

## Značaj
Mišjakinja je čest korov oranica, vinograda, voćnjaka. Raste i kraj puteva, ograda itd. Ponekad se javlja masovno, u velikom broju.
Svinje i guske ga rado jedu. Za stoku je škodljiv ako ga pojede u većim količinama. Biljka (osim korena) je jestiva i ukusna. Ponegde se upotrebljava kao salata, varivo i sl.
Prenosnik je nekih virusa krompira, nekih insekata i više vrsta nematoda .

## Literatura
- Šarić, Taib: Atlas korova, Svjetlost, Sarajevo, 1991.
- Komljenović, Ilija: Atlas korova, Poljoprivredni fakultet Banja Luka, 2007.